# Сулуколь (озеро, Узункольский район)
Сулуколь (каз. Сұлукөл) — пересыхающее озеро в Узункольском районе Костанайской области Казахстана. Находится в 13 км к юго-востоку от села Ит-Сары и в 3,5 км к юго-западу села Каратал.
По данным топографической съёмки 1944 года, площадь поверхности озера составляет 2,63 км². Наибольшая длина озера — 2,6 км, наибольшая ширина — 1,7 км. Длина береговой линии составляет 7,2 км, развитие береговой линии — 1,25. Озеро расположено на высоте 97 м над уровнем моря.